# Persiba Balikpapan
Persatuan Sepak Bola Indonesia Balikpapan známý jako Persiba Balikpapan je fotbalový klub z indonéského města Balikpapan (provincie Východní Kalimantan) založený roku 1950. Hraje nejvyšší indonéskou ligu Liga Super Indonesia. Klubové barvy jsou modrá a žlutá.
Domácím hřištěm je Stadion Persiba s kapacitou 13 000 míst. Nový Stadion Batakan s kapacitou 40 000 míst je ve výstavbě (k 5. 2. 2016).